# Lost Gardens of Heligan

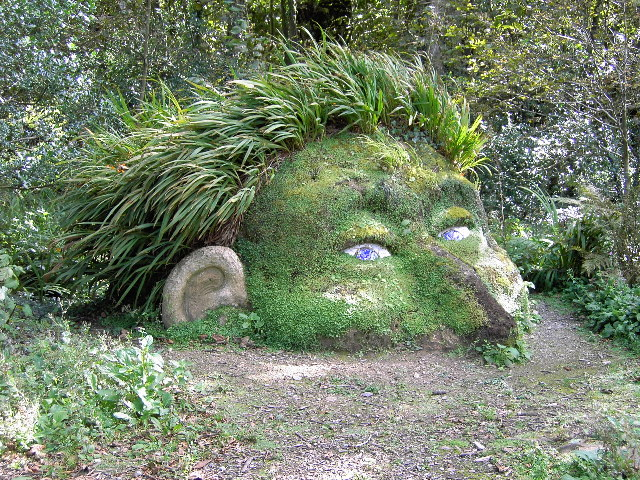
Lost Garden of Heligan, „Giant's Head“

Lost Gardens of Heligan u Mevagissey v Cornwallu, česky nazývané i Ztracené zahrady Heligan, jsou jednou z nejoblíbenějších botanických zahrad ve Velké Británii. Úprava zahrady je typická pro devatenácté století, je to tzv. gardenesque styl anglického parku, s oblastmi různého charakteru a různým designem, napodobeninami a atrakcemi. Zahrady Lost Gardens of Heligan byly vytvářeny členy rodiny Cornish Tremayne v období od poloviny 18. století až do počátku 20. století, a stále jsou součástí majetku rodu Heligan. Jsou to soukromé zahrady.

## Popis
V zahradách rostou věkovité a kolosální rododendrony a kamélie, je zde řada jezer napájených čerpadlem přes sto let starým, velmi produktivní květinové a zeleninové zahrady, italská zahrada a prostor nazývaný „Jungle“ naplněný subtropickými stromovitými kapradinami. V zahradách jsou také jámy na ananas (pařeniště na přezimování), vyhřívané pomocí rozkládající se chlévské mrvy, a dvě figurky z kamenů a rostlin, známé jako „Mud Maid“ (hliněná služka) a „Giant's Head“ (obří hlava).

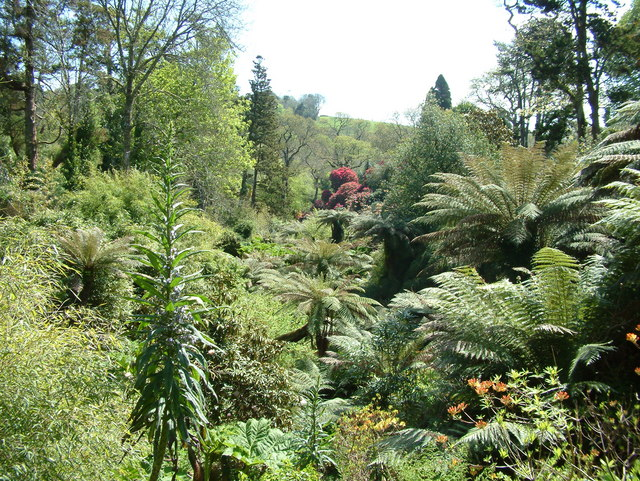
„Jungle“

## Historie
Před první světovou válkou zahrada zaměstnávala 22 zahradníků, ale protože válka vedla k úmrtí 16 z těchto zahradníků, v roce 1916 o zahradu pečovalo jen 8 mužů. Dům byl pronajat po většinu 20. století a používán americkou armádou během druhé světové války, a pak byl přeměněn na byty a prodán bez zahrady v roce 1970. V této souvislosti se zahrady dostaly do zanedbaného stavu a jejich návštěvnost upadla.

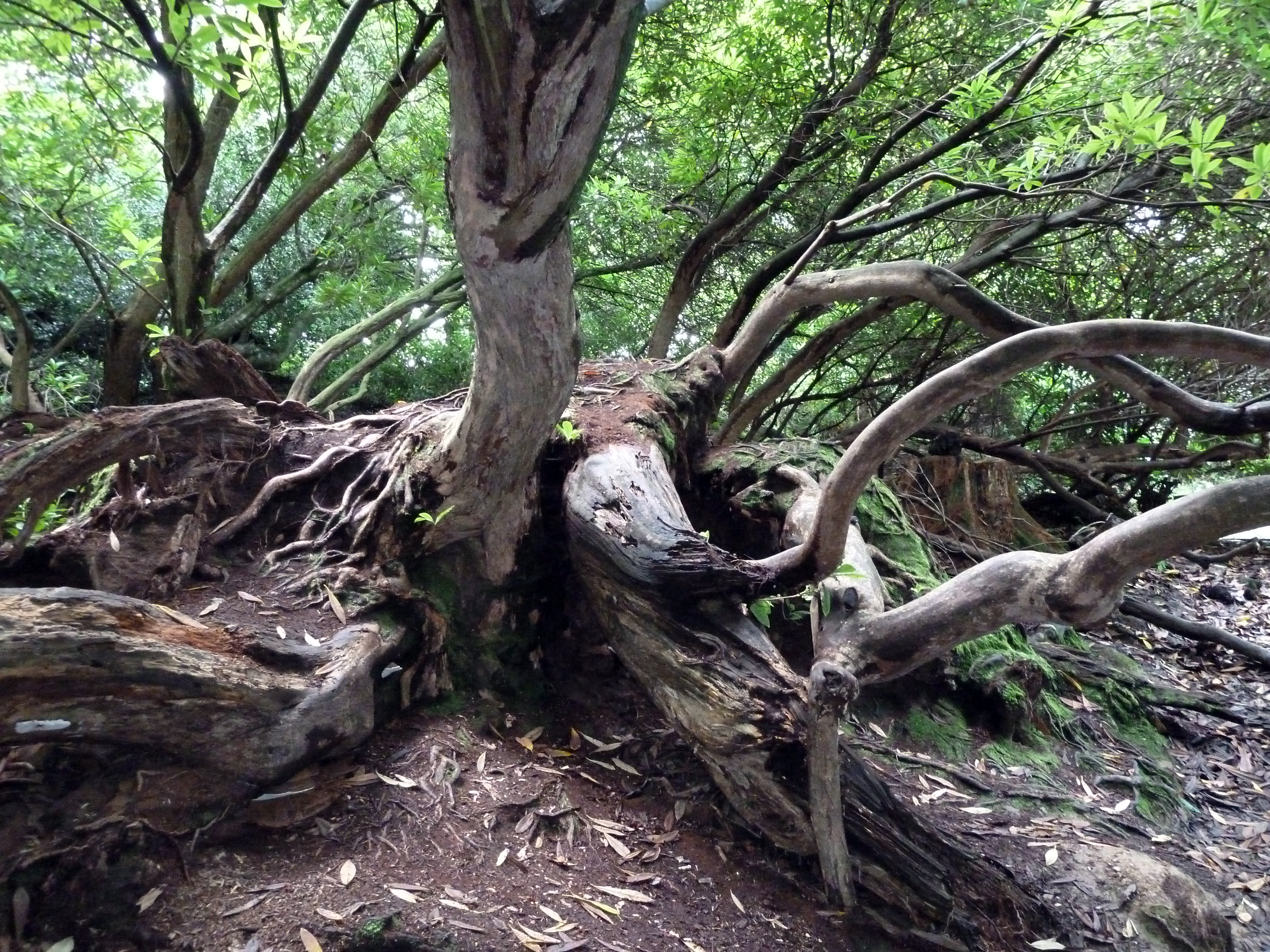

Po smrti majitele zahrad Jacka Tremayne, který neměl potomky, se zahrady dostaly do vlastnictví několika dalších příbuzných rodiny Tremaynových. Jeden z nich, John Willis, který v této oblasti žil, zorganizoval návštěvu hudebního producenta Tima Smita v zahradě. On a skupina dalších nadšenců se rozhodli obnovit zahrady do jejich bývalé slávy, a nakonec si je pronajali od rodiny Tremayne. Restaurování zahrad bylo námětem šesti částí televizního seriálu z produkce Bamboo Productions na Channel 4 a Cicada Films v roce 1996, a bylo prospěšné nejen pro revitalizaci zahrady, ale také pro místní ekonomiku v okolí.

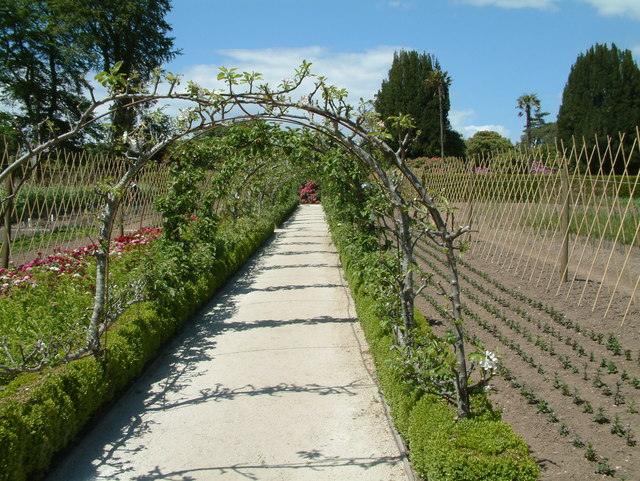
Oblouky z jabloní
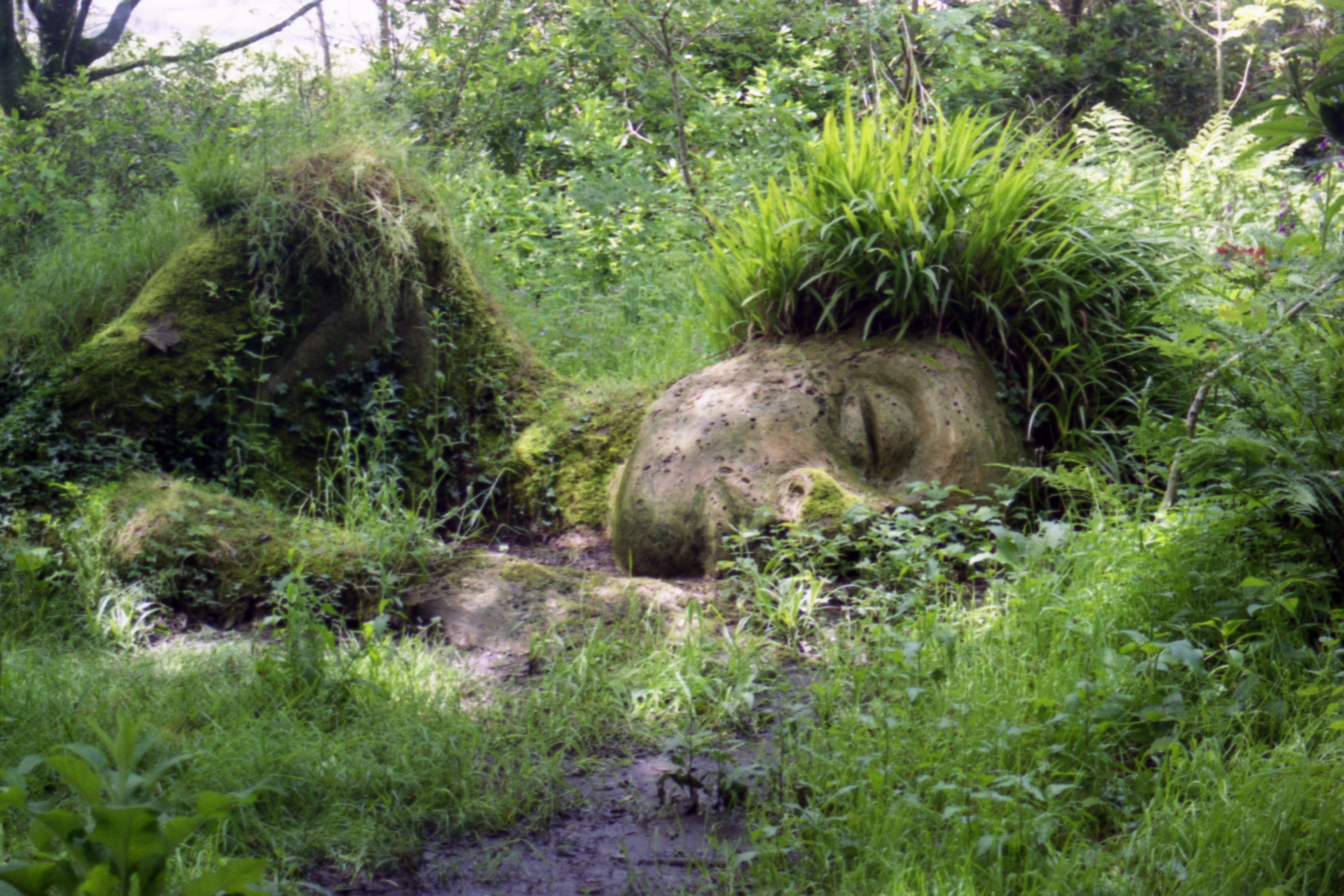
„Mud maid“
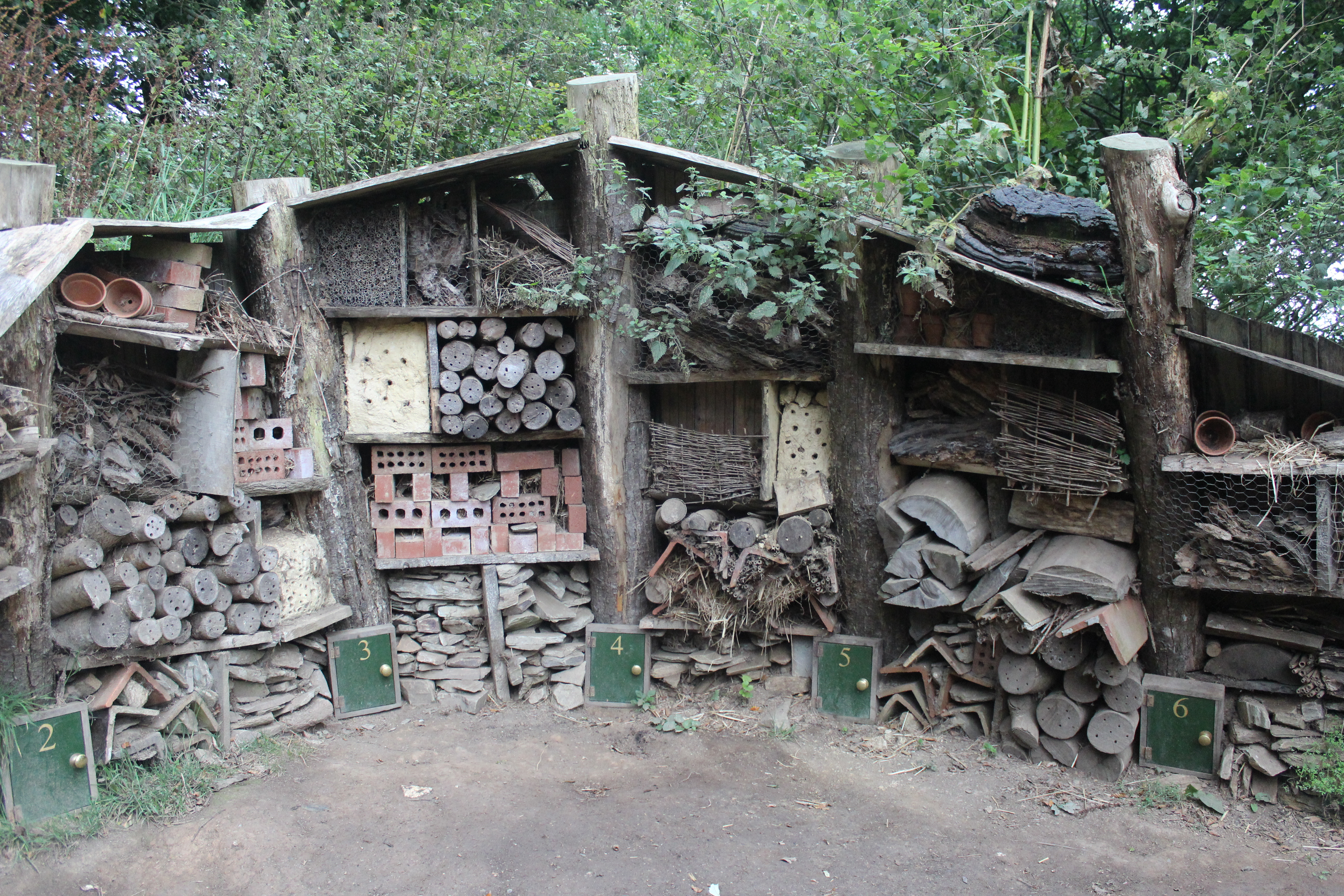
Hmyzí hotel